# Berni Álvarez
Bernardo Álvarez Merino (nacido el 3 de agosto de 1971 en Reus, Tarragona) es un exjugador profesional de baloncesto, fue entrenador y concejal en Tarragona y actualmente es Consejero de Deportes de la Generalitat de Catalunya.
Con anterioridad a su labor como técnico fue jugador profesional ocupando en la cancha la posición de alero. Su gran especialidad era el tiro exterior, con una gran capacidad de armar el brazo con rapidez, y con buenos porcentajes de tiro.
En el año 2010 anunció su retirada como jugador en activo y apenas un mes y medio después anunció que se hacía cargo, como primer entrenador del banquillo del CB Tarragona 2017 de LEB Oro, equipo al que entrenaría durante 10 años.
El 12 de agosto de 2024, fue nombrado Consejero de Deportes de la Generalitat de Catalunya, bajo la presidencia Salvador Illa Roca.

## Clubes

### Como jugador
- Cantera La Salle Tarragona.
- CB Tarragona. Categorías inferiores.
- CB Tarragona (1992-1995)
- Pamesa Valencia (1996-2001)
- Caprabo Lleida (2001-2004)
- CB Tarragona (2004-2007)
- Lleida Bàsquet (2007-2008)
- CB Tarragona (2008-2010)

### Como entrenador
- CB Tarragona (2010-2023)